# Lecane psammophila
Lecane psammophila är en hjuldjursart som först beskrevs av Wiszniewski 1932.  Lecane psammophila ingår i släktet Lecane och familjen Lecanidae. Inga underarter finns listade i Catalogue of Life.